# NGC 275
NGC 275 é uma galáxia espiral barrada (SBcd/P) localizada na direcção da constelação de Cetus. Possui uma declinação de -07° 03' 55" e uma ascensão recta de 0 horas, 51 minutos e 04,5 segundos.
A galáxia NGC 275 foi descoberta em 9 de Outubro de 1828 por John Herschel.